# 中國—庫克群島關係
中國—庫克群島關係（英語：China–Cook Islands relations）是指中華人民共和國和庫克群島之間的外交關係，1997年5月7日至12日庫克群島應中華人民共和國郵電部之邀派代表出席在中國上海舉行的亞洲太平洋發展戰略高級研討會。1997年7月25日，中華人民共和國和庫克群島兩國即建立正式的外交關係。

## 高層交往
中國訪庫的有：外交部長李肇星（2006年7月）；全國人大常委會委員、外事委員會副主任吉佩定（2007年5月率團出席第六屆太平洋島國論壇議會大會對話會）；外交部副部長崔天凱（2012年8月出席第24屆太平洋島國論壇會）；中國－太平洋島國論壇對話會特使杜起文（2015年8月、2017年7月）；廣東省政協副主席林木聲（2016年6月率廣東省藝術團、汕頭雜技團訪問並舉行專場文藝演出）。
庫克群島訪華的有：總理亨利（1998年11月）；總理溫頓（2004年4月）；總理馬魯雷（2005年11月出席在昆明舉行的第七屆中國國際旅遊交易會、 2007年9月）；女王代表古德溫（2008年8月來華觀摩北京奧運會）；副總理馬奧阿特（2008年9月來華出席在廈門舉行的中國－太平洋島國經濟發展合作論壇投資、貿易、旅遊部長級會議）；副總理威格莫爾（2010年8月來華出席上海世博會庫克群島國家館日活動）；總理普那（2011年9月非正式訪問、2013年11月來華出席第二屆中國—太平洋島國經濟發展合作論壇）；旅遊部長畢曉普（2011年10月來華出席在昆明舉行的中國國際旅遊交易會）；副總理兼文化、基礎設施部長希瑟（2011年11月以文化發展部長身份率團出席廣東國際旅遊文化節、2016年9月訪問廣東省）；副總理兼財政和經濟發展部長佈朗（2019年4月來華出席第二屆“一帶一路”國際合作高峰論壇）。

## 經濟

### 協定
- 1997年11月，庫克群島總理杰弗里·亨利（英语：Geoffrey Henry）訪問中華人民共和國，雙方並簽署《中国同库克群岛政府贸易协定》。
- 2001年，中華人民共和國對外貿易經濟合作部（現在是商務部）部長助理何曉衛率經貿代表團訪問庫克群島，雙方並簽訂了中庫經濟技術合作協定。
- 2018年11月，中華人民共和國和庫克群島兩國政府簽署《關於共同推進絲綢之路經濟帶和21世紀海上絲綢之路建設的諒解備忘錄》[1]。
- 2025年2月，库克群岛与中方签署《全面战略伙伴关系协议》，由於庫克群島在協議簽署前沒有與新西蘭方面溝通，引起新西蘭方面的不滿。同年6月，新西蘭暂停了对库克群岛的援助。[2]

### 貿易
中華人民共和國與庫克群島建交以後，雙方貿易成長迅速，2005年更比之前成長了近五倍。2022年，中庫雙邊貿易額為1237.1萬美元，同比增長103.9％。其中，中國出口額1154.8萬美元，同比增長187.7％；進口額83.2萬美元，同比下降59.9％。中國出口商品主要為機電產品和高新技術產品，進口商品主要為農產品。

## 文化
2004年8月，中國將庫克群島列入中華人民共和國公民出國旅遊地。

## 外部連結
- 中华人民共和国驻新西兰（库克群岛、纽埃）大使馆官方网站（简体中文）（英文）